# No Me Ame
«Não Me Ame» é uma canção do cantor porto-riquenho Anuel AA, o produtor jamaicano Rvssian e o rapper americano Juice Wrld, este último aparece postumamente nesta canção. A canção foi lançada baixo Head Concussion Records e Sony Music Latin o 17 de abril de 2020. Junto com o singelo lançou-se um video musical dirigido por Arrad Rahgoshay.
Após a sua estreia, a canção e atingiu o posto 15 na lista Billboard Hot Latin Songs.

## Contexto e composição
"No Me Ame" gravou-se meses dantes da morte de Juice Wrld por uma convulsão relacionada com as drogas a 8 de dezembro de 2019. Segundo Rvssian, ele e Anuel AA tinham gravado a canção em Miami quando sugeriu que Juice Wrld encaixaria esta canção. Rvssian declarou que Anuel estava de acordo com a ideia, e agregou que Anuel e Juice tinham "respeito mútuo" o um pelo outro e sua música. Rvssian apresentou-lhe a canção a Juice Wrld, e de imediato encantou-lhe e começou a gravar a canção.
"Não Me Ame" é a primeira colaboração entre Anuel e Juice Wrld. Rvssian tinha trabalhado anteriormente com Juice Wrld na canção "Ring Ring" de seu álbum de estudo de 2019 Death Race for Love.

## Video musical
O video musical, dirigido por Arrad Rahgoshay, foi lançado junto com o singelo o 17 de abril de 2020. O videoclip apresenta a todos os artistas e foi lançado como uma homenagem a Juice Wrld, quem aparece postumamente no video como um anjo através da animação por computador. Várias referências e imagens relacionadas com Juice Wrld e seu trabalho intercalaram-se ao longo do visual, incluindo uma cena ao final onde Rvssian e outras pessoas lançam linternas acendidas que formam o número 999, um número que foi utilizado como símbolo de Juice Wrld ao longo de sua carreira e também foi o nome de seu EP.